# Marble Range
Marble Range är ett berg i Kanada.   Det ligger i provinsen British Columbia, i den sydvästra delen av landet, 3 400 km väster om huvudstaden Ottawa. Toppen på Marble Range är 1 814 meter över havet, eller 26 meter över den omgivande terrängen. Bredden vid basen är 0,40 km.
Terrängen runt Marble Range är kuperad österut, men västerut är den bergig. Trakten runt Marble Range är nära nog obefolkad, med mindre än två invånare per kvadratkilometer.. Närmaste större samhälle är Clinton, 15,2 km nordost om Marble Range.
I omgivningarna runt Marble Range växer i huvudsak barrskog.